# Xã Fairview, Quận Sheridan, Bắc Dakota
Xã Fairview (tiếng Anh: Fairview Township) là một xã thuộc quận Sheridan, tiểu bang Bắc Dakota, Hoa Kỳ. Năm 2010, dân số của xã này là 6 người.